# Erythrina abyssinica
Erythrina abyssinica es una especie de árbol perteneciente a la familia de las fabáceas. Se encuentra en la República del Congo (ex Belga),  Sudán, Etiopía, Eritrea, Uganda, Kenia, Tanganica, Mozambique, Nyasaland,  Rodesia. En Etiopía, se encuentra a una altitud de  1600 a 2100 metros.

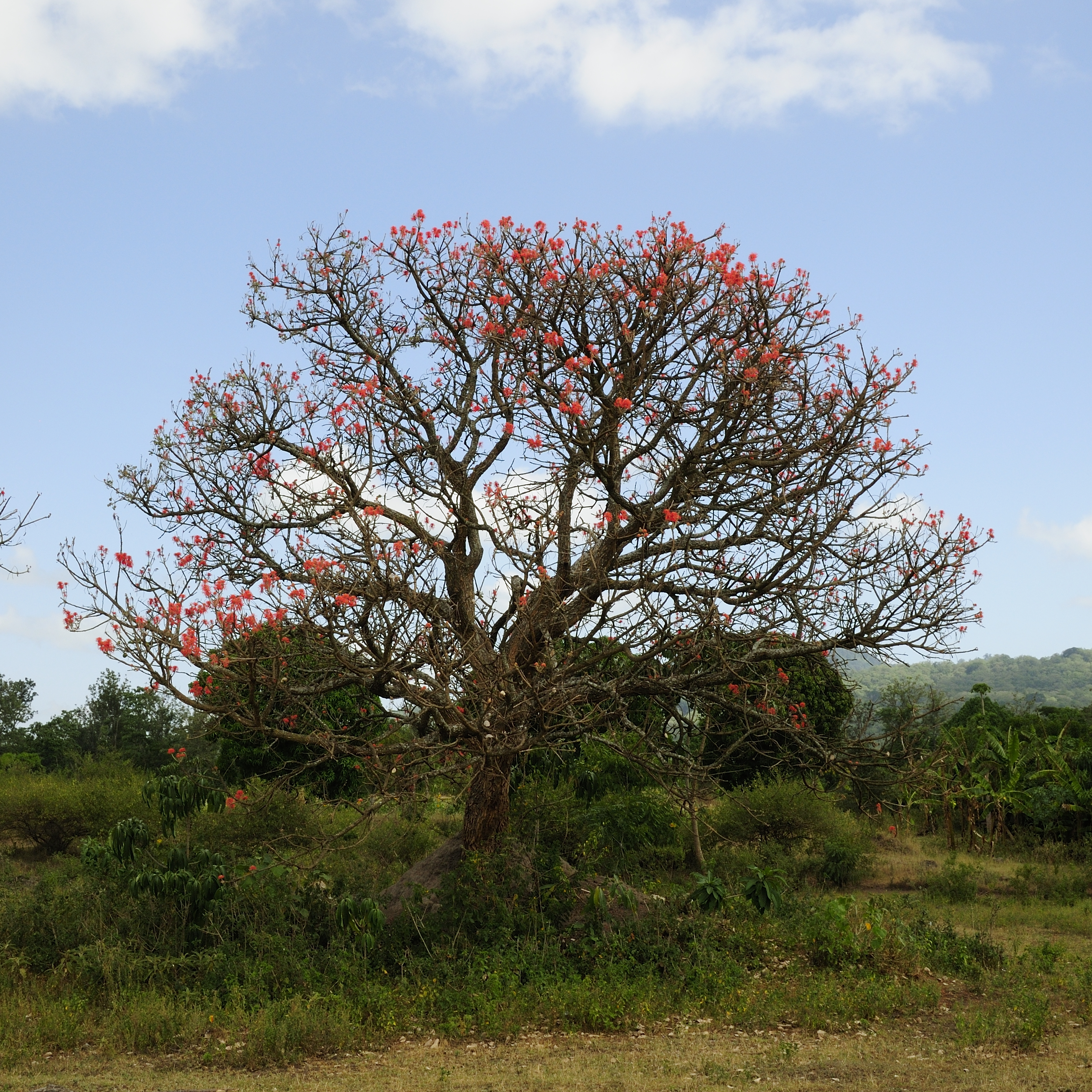
Vista de la planta

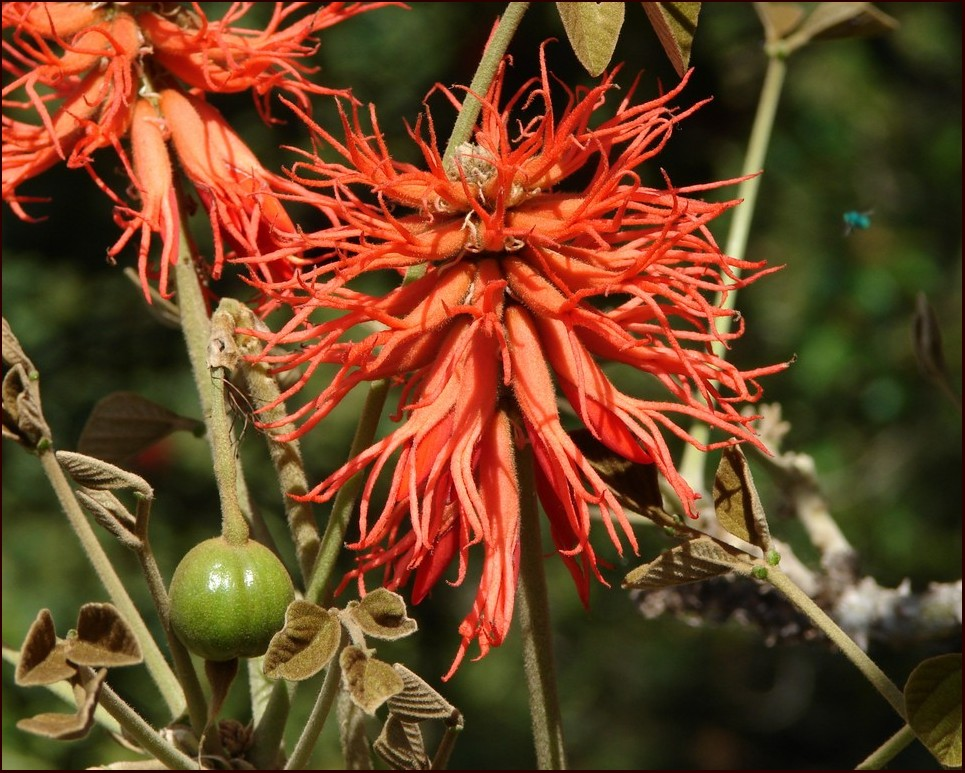
Detalle de la flor

## Descripción
Es un árbol de tamaño mediano de hoja caduca, por lo general alcanza los 5.15 m de altura. Las cepas son de color amarillo-marrón de joven, luego tornan a marrón grisáceo, a menudo con espinas. La hojas son pinnadas,  densamente lanosas de jóvenes y más tarde más o menos desnudas. Las flores se presentan apretadas en racimos. Tienen unos 5 cm de largo, de color naranja-rojo  o escarlata, los sépalos están unidos en un tubo con una ranura en la parte inferior. El fruto es una vaina cilíndrica, de 4-16 cm de largo, de color marrón claro.
La especie es muy similar a la Erythrina latissima.

## Taxonomía
Erythrina abyssinica fue descrita por Lam. ex DC. y publicado en Encyclopédie Méthodique, Botanique 2(1): 392. 1786.
Etimología
Erythrina: nombre genérico que proviene del griego ερυθρóς (erythros) = "rojo", en referencia al color rojo intenso de las flores de algunas especies representativas.
abyssinica: epíteto geográfico que significa "de Abisinia", Etiopía actual.
Sinonimia
- Chirocalyx abyssinicus (Lam.) Hochst., 1846
- Chirocalyx tomentosus Hochst., 1846
- Corallodendron suberifera (Welw. ex Baker) Kuntze, 1891
- Erythrina abyssinica subsp. suberifera (Welw. ex Bak.) Verdc., 1970
- Erythrina bequaertii De Wild., 1920
- Erythrina comosa Hua, 1898
- Erythrina eggelingii Baker f., 1938
- Erythrina huillensis Welw. ex Baker, 1871
- Erythrina kassneri Baker f., 1929
- Erythrina mossambicensis Sim, 1909
- Erythrina pelligera Fenzl, 1844
- Erythrina platyphylla Baker f., 1929
- Erythrina suberifera Welw. ex Baker, 1871
- Erythrina tomentosa (Hochst.) R.Br. ex A.Rich., 1847
- Erythrina warneckei Baker f., 1929
- Erythrina webberi Baker f., 1929 p.p.
- Erythrina sacleuxii Hua[4]